# Cronos (el Temps)
|  | No s'ha de confondre amb Cronos, el rei dels Titans i pare de Zeus.. |

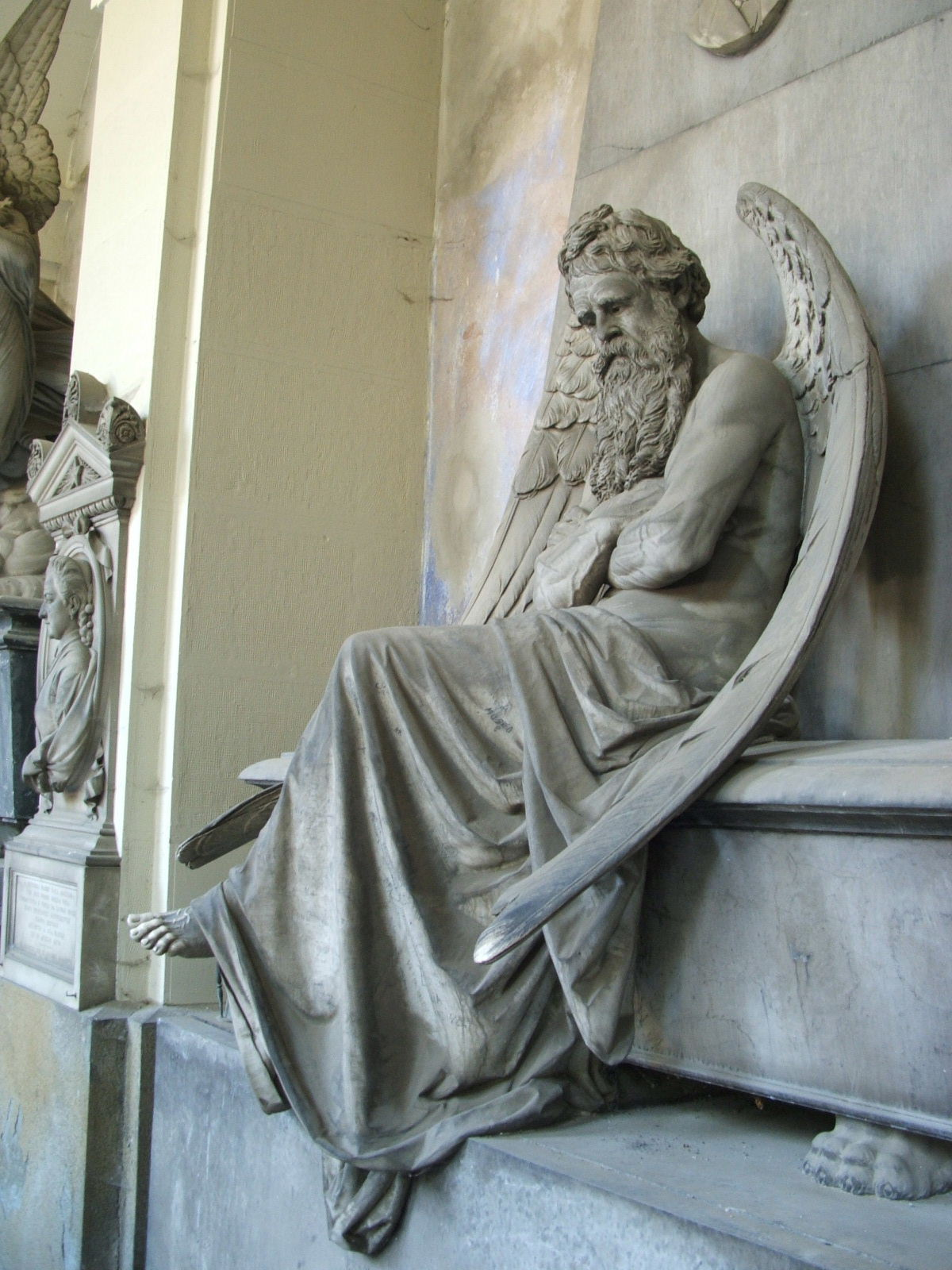
Cronos esperant al cementiri monumental de Staglieno.

A la mitologia grega, Cronos (en grec antic Χρόνος Khrónos, 'temps') era la personificació del temps, segons es diu a les obres filosòfiques presocràtiques.
Als mites grecs, Cronos era el déu de les Edats (des de la Daurada fins a la de Bronze) i del zodíac. Va sorgir al principi dels temps format per ell mateix com un ésser incorpori i serpentí amb tres caps: d'home, de brau i de lleó. Es va entrellaçar amb la seva companya Ananke (la Inevitabilitat) en una espiral entorn de l'ou primigeni i el separà, formant l'univers ordenat de la terra, el mar i el cel.
Cronos va ser considerat el déu remot i incorpori del temps que rodejava l'univers, conduint la rotació dels cels i l'etern pas del temps. Ocasionalment se li apareixia a Zeus amb la forma d'un home ancià de cabells llargs i barba blancs, però la major part del temps romania com una força més enllà de l'abast i el poder dels déus més joves.
A la tradició òrfica, Cronos era fill de Gea o bé d'Hydros (l'Oceà primigeni) i Thesis (la primigènia Tetis). Juntament amb Ananke, era pare d'Èter i Èreb i un ou, l'ou còsmic del que va néixer Fanes. Altres fonts afirmen que era pare de les Hores i, amb Nix, d'Hèmera.
Als mosaics grecoromans era representat com un home girant la roda zodiacal. Se'l compara amb el déu Aion una divinitat associada al temps il·limitat.

## Cronos, el Temps, contra Cronos
Molts cops es confon Cronos, personificació del temps, amb Cronos (Κρόνος), rei dels Titans i déu del temps «humà» (del calendari, les estacions i les collites), fill d'Urà i Gea, i pare de Zeus. Segons Plutarc, els grecs creien que Cronos, el Temps era un nom al·legòric de Cronos, Tità.
La confusió entre ambdós és una invenció hel·lenística, deguda probablement als intents d'explicar Cronos mitjançant conjectures sobre la seva etimologia. Aquesta confusió apareix en diversitat de fonts posteriors, i en l'actualitat, moltes obres acadèmiques i enciclopèdies ajunten ambdues figures o ignoren completament l'existència de Cronos com una personificació separada i diferent del temps.
Ferècides de Siros en una obra seva perduda escrita cap al segle vi aC va afirmar que hi havia tres principis eterns: Cronos, Zas (Zeus) i Ctònia (ctònic). El semen de Cronos va caure a la terra (Gea) i va donar lloc a la primera generació dels déus.